# Hornbore by
Hornbore by är en replik av en vikingaby, belägen strax söder om Hamburgsund i norra Bohuslän vid Ranrikets gamla tingsplats. Byn är numera stängd för allmänheten. 
I närheten äger varje år vikingamarknaden Hornbore Ting rum (första helgen i augusti). Den arrangeras av kulturföreningen Hornbore Ting. 